# Eusirus propinquus
Eusirus propinquus is een vlokreeftensoort uit de familie van de Eusiridae. De wetenschappelijke naam van de soort is voor het eerst geldig gepubliceerd in 1893 door Sars.